# سامانه مدیریت اطلاعات آزمایشگاه

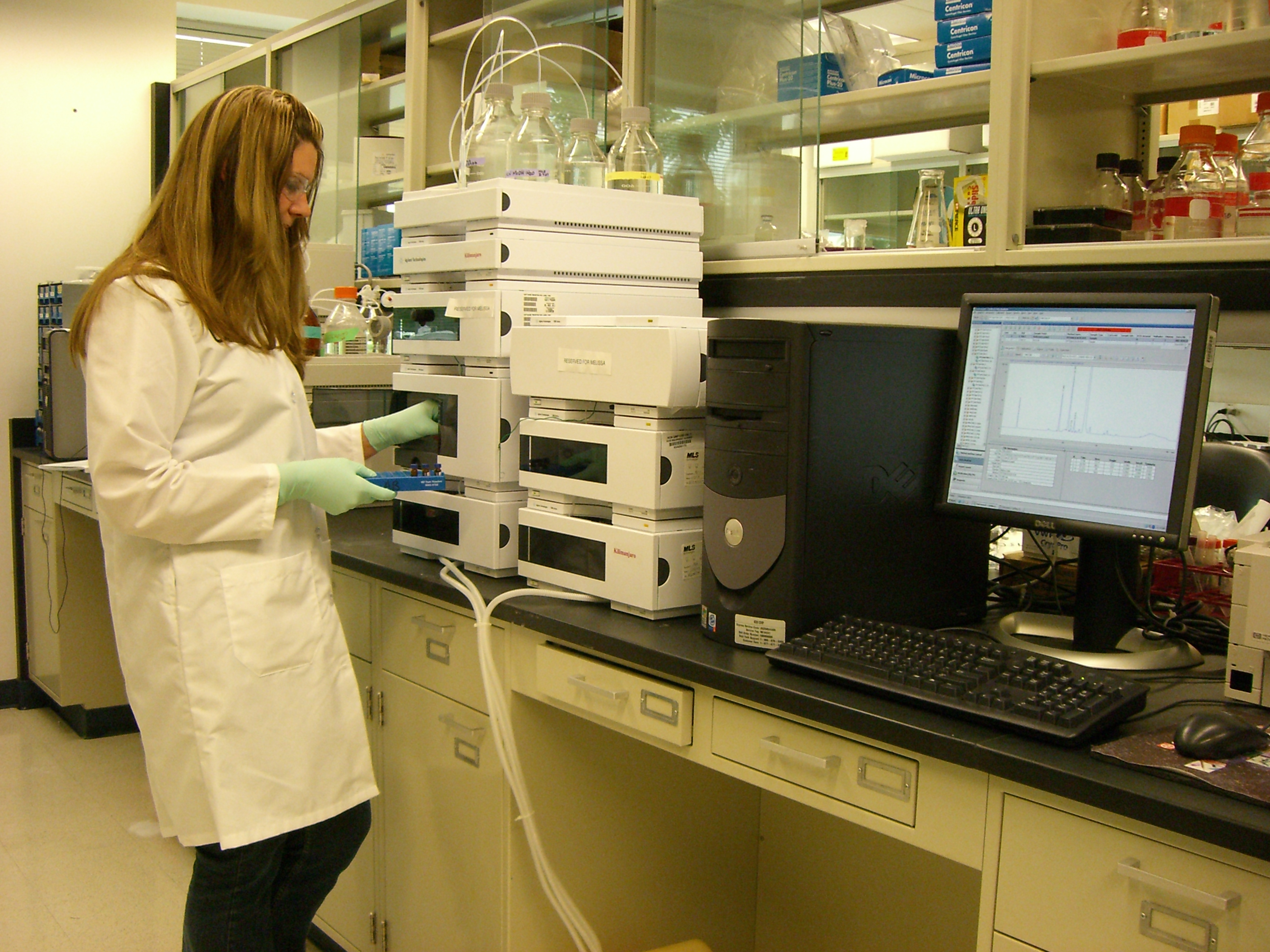
آزمایشگاه‌ها در سرتاسر دنیا از سیستم‌های مدیریت اطلاعات آزمایشگاهی LIMS برای مدیریت اطلاعات، اعمال قوانین، مدیریت موجودی و ... استفاده می‌کنند.

سیستم مدیریت اطلاعات آزمایشگاهی (به انگلیسی: laboratory Information Management System: LIMS)، گاهی با عنوان سامانه اطلاعات آزمایشگاه (به انگلیسی: Laboratory Information System: LIS) یا سامانه مدیریت آزمایشگاه (به انگلیسی: Laboratory Management System :LMS) شناخته می‌شود که در واقع سامانه مدیریت اطلاعات و آزمایشگاه مبتنی بر نرم‌افزار است با ویژگی‌های که عملیات اجرایی یک آزمایشگاه مدرن را پشتیبانی کند. ویژگی‌های اصلی شامل – و نه محدود به – گردش کار و پایش وضعیت داده، ساختار منعطف، و رابط تغییر داده می‌باشد که از کاربرد آن در محیط‌های کنترل شده پشتیبانی می‌کند.
ویژگی‌ها و کاربردهای سامانه مدیریت اطلاعات آزمایشگاه در طول سالها تکامل یافته است تا از یک نسخه ساده کنترل نمونه به یک ابزار برنامه ریزی مدیریت منابع ERP تبدیل شده است که ابعاد چندگانه اطلاعات آزمایشگاه را مدیریت می‌کند.
تعریف سامانه مدیریت اطلاعات آزمایشگاه تاحدی بحث برانگیز است: سامانه‌های مدیریت اطلاعات آزمایشگاه منعطف هستند چرا که نیازمندی‌های آزمایشگاه به سرعت در حال تکامل هستند و انواع مختلف آزمایشگاه‌ها معمولاً نیازهای متفاوتی دارند؛ بنابراین، تعریف کاربردی از یک سامانه مدیریت اطلاعات آزمایشگاه در نهایت بستگی به تفسیر افراد و گروه‌هایی دارد که از آن استفاده می‌کنند.
دکتر آلن مکک لند از مؤسسه بیوشیمی، رویال اینفرمری در شهر گلاسکو، تأکید می‌کند که این مسئله در اواخر دهه ۱۹۹۰ این مسئله را برجسته نمود، با توضیح این امر که سامانه مدیریت آزمایشگاه توسط افرادی چون، تحلیل گر، مدیر آزمایشگاه، مدیر سیستم‌های اطلاعاتی و یک حسابدار تفسیر می‌شود و همه آنها نیز صحیح هستند اما هر یک محدود به ادراکات فردی است.
از لحاظ تاریخی سامانه مدیریت اطلاعات آزمایشگاه، سامانه اطلاعات آزمایشگاه و سامانه اجرای توسعه فرایندها PDES عملکردهای مشابه به هم دارند. اصطلاح سامانه مدیریت اطلاعات آزمایشگاه بیشتر به سامانه‌های انفورماتیکی اشاره دارد که برای تحلیل‌های تجاری، تحقیقاتی یا محیطی مانند کارهای دارویی و پتروشیمی انتخاب می‌شوند.
اصطلاح سامانه اطلاعات آزمایشگاه بیشتر به سامانه‌های انفورماتیک آزمایشگاه در پزشکی قانونی و حوزه بالینی اشاره دارد، که معمولاً نیازمند ابزارهای مدیریت پرونده هستند.
اصطلاح سامانه اجرای توسعه فرایندها عموماً در دامنه وسیعتری اعمال می‌شوند، شامل مواردی چون تکنیک‌های ساخت مجازی، زمانی که یکپارچه سازی با ابزارآلات آزمایشگاهی ضروری نیست.
اخیراً قابلیت‌های سیستم‌های مدیریت اطلاعات آزمایشگاه از مدیریت ساده به عنوان یک هدف اولیه فراتر رفته است. یکپارچه سازی روش مدیریت داده، داده کاوی، تحلیل داده و دفترچه یادداشت آزمایشگاه الکترونیک از جمله امکاناتی است که به بسیاری از سامانه‌های مدیریت اطلاعات آزمایشگاه افزوده شده است، توانمندسازی تحقق پزشکی سنتی به طور کامل در یک راهکار نرم‌افزاری.
به علاوه، تفاوت فی‌مابین سامانه مدیریت اطلاعات آزمایشگاه و سامانه اطلاعات آزمایشگاه کم رنگ شده است، از آنجا که بسیاری از سامانه‌های مدیریت اطلاعات آزمایشگاه اکنون به طور کامل از امکانات جامع داده‌های بالینی پرونده محور پشتیبانی می‌کند.

## تاریخچه
تا سال‌های پایانی دهه ۷۰ میلادی، مدیریت نمونه‌های آزمایشگاهی، تجزیه و تحلیل آنها و نیز گزارشگیری و پیگیری وضعیت این نمونه‌ها، عموماً بصورت دستی و توسط نیروی انسانی انجام می‌گرفت که کاری بسیار زمان بر تلقی می‌شد و اغلب با خطای انسانی نیز همراه بود. این مسئله باعث شد تا برخی از سازمان‌ها بدنبال ارائه راه کارهایی بمنظور خودکار سازی و تسهیل این فرایند حرکت نمایند. در این میان برخی از آزمایشگاه‌ها شروع به بکار گیری راهکارهایی اختصاصی کردند که تنها نیازهای درون آزمایشگاهی آنها را تأمین می‌نمود. این در حالی بود که برخی دیگر از سازمان‌ها بدنبال ارائه سیستم‌هایی تجاری و استاندارد شده رفتند تا بتوانند نیازهایی عمومی تمامی آزمایشگاه‌ها را شناسایی و آنها را مورد هدف قرار دهند. این تلاش‌ها منجر به این شد که نهایتاً در دهه ۸۰ میلادی اولین نسل از سیستم‌های مدیریت اطلاعات آزمایشگاهی به بازار عرضه شود. این نرم‌افزار امکان خودکار سازی فرایند گزارش گیری از نمونه‌ها را برای آزمایشگاه‌ها فراهم می‌نمود که در آن زمان یک دست‌آورد بزرگ در این عرصه تلقی می‌شد.

## امکانات اصلی
از آن زمان تا کنون نسل‌های گوناگونی از این سیستم‌ها به بازار عرضه شده است که هر نسل به نوعی تکمیل کننده نسل‌های پیشین خود بوده است. از آنجا که مفهوم LIMS، یک مفهوم در حال توسعه و رشد است، بطور مرتب ویژگی‌ها و امکانات جدیدی به آن اضافه می‌شود. این مسئله به این دلیل است که تکنولوژی‌های آزمایشگاهی و نیازهای آزمایشگاه‌ها دائماً در حال تغییر هستند، بهمین دلیل نرم‌افزارهای مدیریت آزمایشگاهی نیز نیاز به تغیرات و اصلاحات دارند. البته با وجود تمامی این تغییرها، می‌توان امکانات اصلی سیستم‌های LIMS را در چند فرایند اصلی آزمایشگاهی خلاصه نمود که در تمامی سیستم‌های مدیریت آزمایشگاهی می‌بایست در نظر گرفته شوند:
- دریافت نمونه و ثبت سابقه سفارش
- امکان محول نمودن آزمایش مربوط به یک نمونه به پرسنل آزمایشگاه
- پیگیری رویدادهایی که برای نمونه در طول فرایند ارزیابی روی می‌دهد
- امکان نظارت و کنترل کیفیت نتایج آزمایش ها و تجهیزات آزمایشگاهی
- نگهداری و ذخیره‌سازی داده‌های مربوط به نمونه‌های آزمایشگاهی
- امکان گزارشگیری از اطلاعات مربوط به نمونه جهت تحلیل‌ها و ارزیابی‌های آتی